# Kostolné
Kostolné és un poble i municipi d'Eslovàquia que es troba a la regió de Trenčín.

## Història
La primera menció escrita de la vila es remunta al 1392.

## Demografia
| Godina             | 1994 | 2004    | 2014   | 2024   |
| ------------------ | ---- | ------- | ------ | ------ |
| Nombre de persones | 718  | 640     | 601    | 621    |
| Diferència         |      | −10,86% | −6,09% | +3,32% |

| Godina             | 2023 | 2024   |
| ------------------ | ---- | ------ |
| Nombre de persones | 627  | 621    |
| Diferència         |      | −0,95% |